# Super Mario Bros.
Super Mario Bros. es un videojuego de plataformas de 1985 desarrollado y publicado por Nintendo para la Nintendo Entertainment System (NES). Es el sucesor del videojuego de arcade de 1983 Mario Bros. y el primero de la serie Super Mario. Tras un lanzamiento de prueba para la NES en EE. UU., se adaptó a los salones recreativos internacionales en la máquina de arcade Nintendo Vs. System a principios de 1986. La versión para NES salió a la venta en Norteamérica ese mismo año y en las regiones PAL en 1987.
Los jugadores controlan a Mario, o a su hermano Luigi en el modo multijugador, para explorar el Reino Champiñón y rescatar a la Princesa Toadstool del Rey Koopa —más tarde llamado Bowser—. Atraviesan fases de desplazamiento lateral evitando peligros como enemigos y pozos con la ayuda de potenciadores como el Super Champiñón, la Flor de Fuego y la estrella.
Fue diseñado por Shigeru Miyamoto y Takashi Tezuka como «una gran culminación» de los tres años que el equipo de Famicom dedicó a la mecánica y programación, basándose en sus experiencias de trabajo en Devil World y en los títulos de desplazamiento lateral Excitebike y Kung Fu para avanzar en su labor previo en «juegos atléticos» de plataformas como Donkey Kong y Mario Bros. El diseño del primer nivel, World 1-1, es un tutorial para la entrega de plataformas.
Super Mario Bros. suele citarse como uno de los mejores videojuegos de todos los tiempos, y es especialmente admirado por la precisión de sus controles. Se ha reeditado en la mayoría de las consolas Nintendo y es uno de los más vendidos de todos los tiempos, con más de 58 millones de copias vendidas en todo el mundo. Se considera, junto con la NES, uno de los factores clave de la reactivación de la industria tras la crisis de 1983 y ayudó a popularizar el género de los juegos de plataformas de desplazamiento lateral. La banda sonora de Kōji Kondō es una de las primeras y más populares, ya que convirtió la música en una pieza central del diseño y, desde entonces, se considera una de las mejores pista de sonido de todos los tiempos. Mario pasó a ocupar un lugar destacado en la cultura popular, y Super Mario Bros. inició una franquicia multimedia que incluye una serie de títulos de larga duración, una serie de televisión animada, un largometraje de anime japonés, una cinta de acción real y otra de animación.

## Sistema de juego

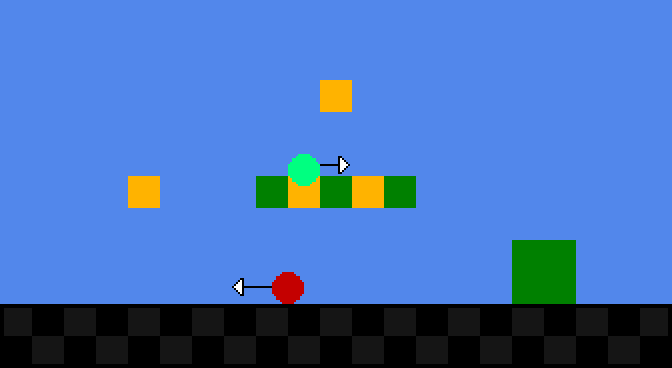
Esquema de obstáculos del primer nivel de Super Mario Bros. En el juego de desplazamiento lateral, Mario tiene que correr y saltar de izquierda a derecha para superar varios obstáculos.

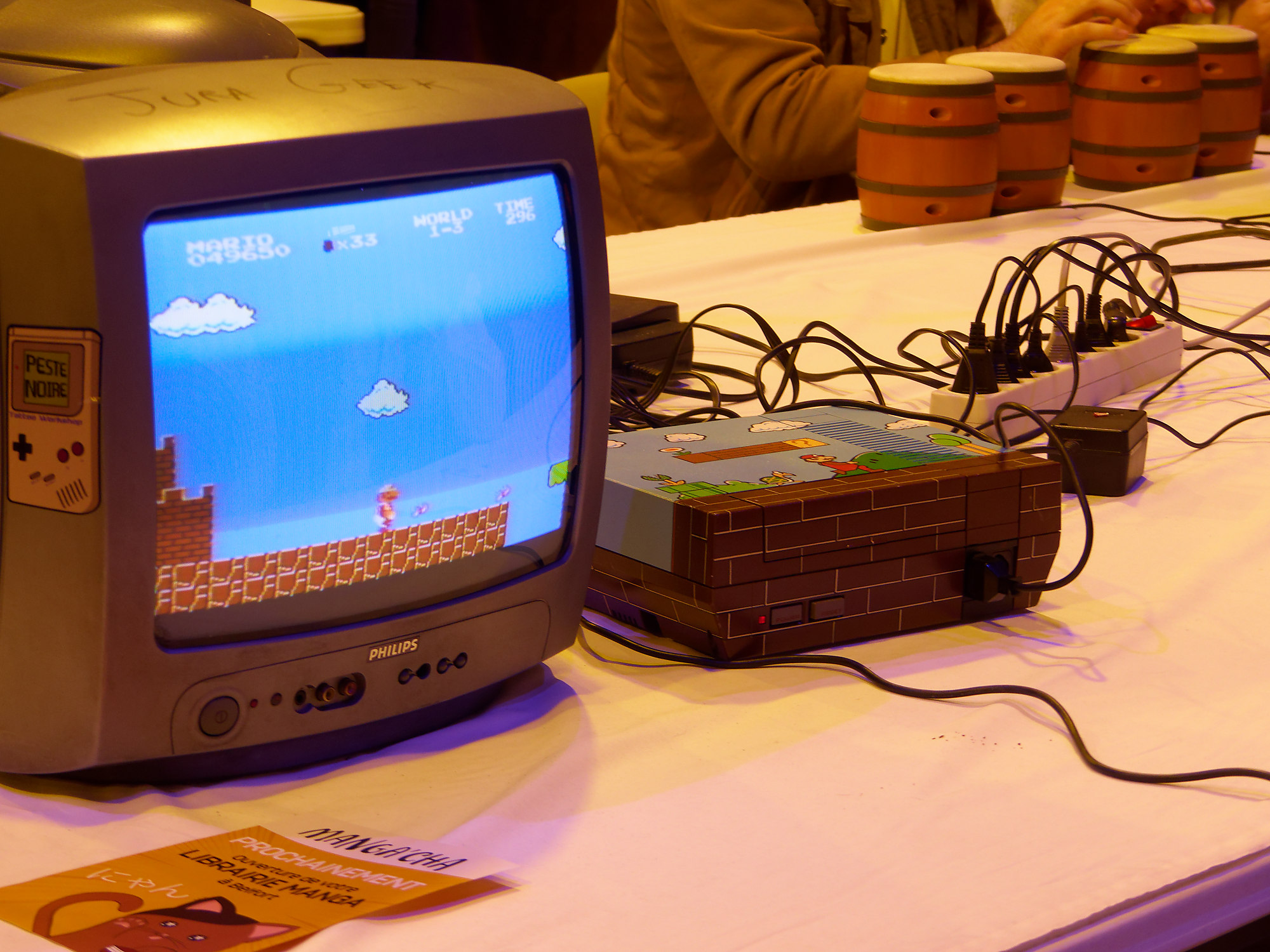
Nintendo Entertainment System con Super Mario Bros.

En Super Mario Bros., el jugador controla a Mario, el protagonista titular de la serie. Luigi su hermano, es controlado por el segundo usuario en el modo multijugador y asume el mismo papel argumental y funcionalidad que Mario. El objetivo es explorar rápidamente el Reino Champiñón, sobrevivir a las fuerzas del antagonista principal, Bowser y salvar a la Princesa Toadstool.: 7  Es un videojuego de plataformas de desplazamiento lateral en el que se desplaza hacia la derecha para alcanzar el asta de la bandera al final de cada nivel.
El Reino Champiñón incluye monedas que se puede recoger y ladrillos especiales marcados con un signo de interrogación (?), que al ser golpeados desde abajo pueden revelar más monedas o un objeto especial. Otros ladrillos «secretos», a menudo invisibles, pueden contener más dinero u objetos raros. Si consigue un Super Champiñón, Mario crece al doble de su tamaño y adquiere la capacidad de romper los ladrillos que tiene encima. Si es golpeado en este modo, en lugar de morir vuelve a ser normal.: 12  Los jugadores empiezan con un número determinado de vidas y pueden ganar adicionales recoger setas verdes ocultas en ladrillos, o agarrar cien monedas, derrotar a varios enemigos seguidos con una pezuña Koopa o golpear sucesivamente sin tocar el suelo. Pierde una vida si recibe daño mientras es pequeño, cae en un pozo sin fondo o se le acaba el tiempo. El juego termina cuando se queda sin vidas, aunque si se mantiene pulsado el botón «A» en la pantalla de finalización, se puede reaparecer desde el primer nivel del mundo en el que murió.
El ataque principal de Mario es saltar encima de los rivales, aunque muchos de ellos responden de forma distinta. Por ejemplo, un Goomba se aplastará y será derrotado,: 12  mientras que un Koopa Troopa se retraerá temporalmente en su caparazón, permitiendo usarlo como proyectil.: 11  Estos pueden ser desviados por una pared para destruir a otros adversarios, aunque también pueden rebotar contra Mario, lo que le herirá o matará.: 19  Otros enemigos, como los submarinos y los con pinchos en la parte superior, no se pueden saltar y dañan al usuario en su lugar. También puede derrotarlos que están por encima de él saltar para golpear el ladrillo sobre el que está. También puede adquirir la Flor de fuego de ciertos bloques «?» que, al recogerla, cambia el color del traje de Super Mario a rojo y blanco y le permite lanzar bolas de fuego. Un objeto menos común es la Superestrella, que suele aparecer cuando golpea ciertos ocultos o invisibles. Este hace que Mario sea temporalmente invencible ante la mayoría de contendientes y peligros mientras tiene un efecto intermitente amarillo, puede derrotar a quienes tienen contacto físico con él.: 10 
El título consta de ocho mundos, cada uno con cuatro subniveles o fases.: 7  Las etapas submarinas contienen enemigos acuáticos únicos. Las bonificaciones y las zonas secretas incluyen más monedas o tuberías que permiten a Mario saltar directamente a mundos posteriores. La final de cada mundo es un ardiente castillo subterráneo en el que se lucha contra Bowser en un puente colgante sobre la lava; los siete primeros de estos Bowsers son en realidad secuaces disfrazados de él, y el verdadero está en el octavo. Bowser y sus señuelos se derrotan saltar por encima de ellos o correr por debajo mientras saltan y alcanzan el hacha que hay al final del puente, o con bolas de fuego. Tras completarlo una vez, es recompensado con la posibilidad de volver a jugarlo con una dificultad mayor, como que todos los Goombas sean sustituidos por Escarabajos Zumbadores, enemigos similares a las Koopa Troopas que no pueden ser derrotados usar la Flor de Fuego.

## Trama
En el Reino Champiñón, una tribu de Koopa Troopas con aspecto de tortuga invade el reino y utiliza la magia de su rey Bowser, para convertir a la Gente Champiñón en objetos inanimados como ladrillos, piedras y plantas de crin de caballo. Bowser y su ejército también secuestran a la Princesa Toadstool, la única con la capacidad de revertir el hechizo. Tras conocer la noticia, los hermanos se disponen a salvar a la princesa y liberar al reino de Bowser.: 2  Luchan contra sus fuerzas mientras atraviesan el Reino Champiñón. Tras cada derrota de un señuelo, el hongo retén proclama: «Thank you Mario! But our princess is in another castle!». Finalmente, llegan a la verdadera fortaleza, donde le derrotan lanzándole bolas de fuego o haciéndole caer en la lava, liberar a la princesa y salvar el mundo.

## Desarrollo

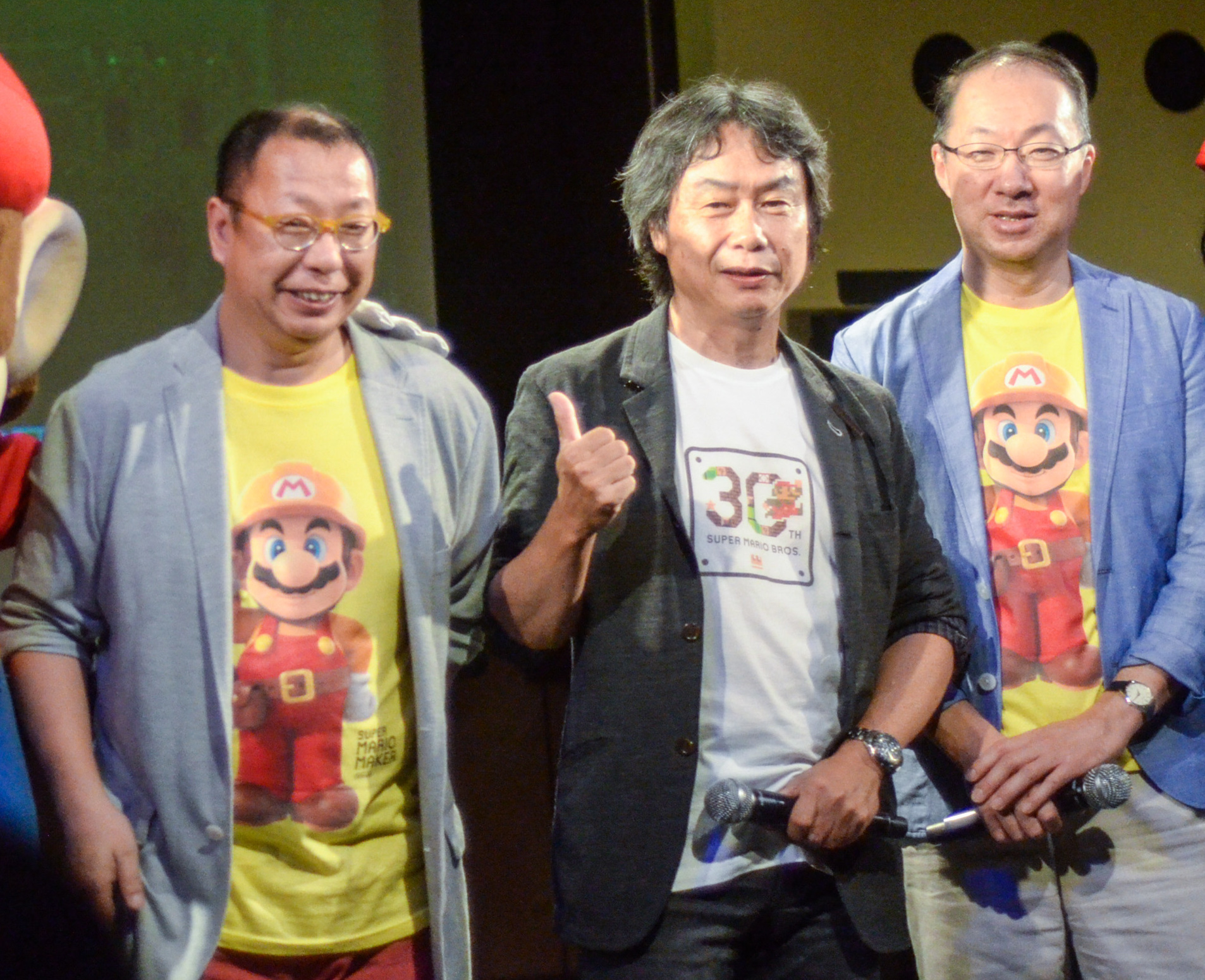
Los diseñadores Takashi Tezuka y Shigeru Miyamoto, y el compositor Kōji Kondō posan en 2015.

Super Mario Bros. fue diseñado por Shigeru Miyamoto y Takashi Tezuka de Nintendo Creative Department, y programado en gran parte por Toshihiko Nakago de SRD Company, Ltd, que se convirtió en socio de Nintendo durante mucho tiempo y más tarde en una filial de su propiedad. El Mario Bros. original, lanzado en 1983, es un arcade de plataformas que se desarrolla en una sola pantalla con fondo negro. Miyamoto utilizó el término «juegos atléticos» para referirse a lo que más tarde se conocería como juegos de plataformas. Para Super Mario Bros., Miyamoto quería crear un «juego atlético» más colorido, con una pantalla desplazable y personajes más grandes,siendo una influencia decisiva la del juego Pac-Land (1984).
La producción ha sido la culminación de sus conocimientos técnicos tras trabajar en los títulos de 1984 Devil World, Excitebike y Kung Fu junto con su deseo de seguir avanzar en el género de los «juegos atléticos» de plataformas que habían creado con sus anteriores. La mecánica de desplazamiento lateral de la entrega de carreras Excitebike y del lucha Kung-Fu Master, este último portado por el equipo de Miyamoto a la NES como Kung Fu, fueron pasos clave hacia su visión de uno de plataformas de desplazamiento lateral expansivo; a su vez, Kung-Fu Master era una adaptación de la película de Jackie Chan Wheels on Meals (1984). Mientras laboraba en Excitebike y Kung Fu, se le ocurrió el concepto de uno de plataformas en el que el jugador tuviera que «trazar estrategias mientras se desplaza lateralmente» a lo largo de grandes distancias, con niveles sobre la superficie y subterráneos, y con fondos de colores en lugar de negros. Super Mario Bros. utilizó el motor de desplazamiento rápido que el personal de Miyamoto había hecho originalmente para Excitebike, que permitía a Mario acelerar suavemente de andar a correr, en lugar de moverse a una velocidad constante como en las anteriores entregas de plataformas.
Miyamoto también quería crear uno que supusiera el «signo de exclamación final» para el formato de cartucho ROM antes de que se lanzara el próximo Famicom Disk System. El desarrollo de Super Mario Bros. comenzó en otoño de 1984, al mismo tiempo que The Legend of Zelda, otro juego de Famicom dirigido y diseñado por Miyamoto y lanzado en Japón cinco meses después, y compartían algunos elementos; por ejemplo, las barras de fuego que aparecen en los fases del castillo de Mario empezaron siendo objetos en Zelda.
Para tener uno nuevo disponible para la temporada de compras de fin de año, Nintendo apostó por la sencillez. En diciembre de 1984, el grupo creó un prototipo en el que el usuario movía un rectángulo de 16x32 píxeles por una única pantalla. Tezuka sugirió usar a Mario después de ver las cifras de ventas de Mario Bros. En febrero de 1985, se eligió el nombre de Super Mario Bros. tras implementar el potenciador Super Champiñón. Inicialmente, utilizaba un concepto en el que Mario o Luigi podían pilotar un cohete mientras disparaban a los enemigos, pero no se utilizó; las fases de bonificación en el cielo del título final son un vestigio de esto. Al equipo le pareció ilógico que el personaje se hiciera daño pisar tortugas en Mario Bros., así que decidió que los futuras entregas de Mario «lo tendrían definitivamente para que pudieras saltar sobre tortugas todo lo que quisieras». Miyamoto imaginó inicialmente a Bowser como un buey, inspirado en el Rey Buey de la película de Toei Animation Alakazam the Great (1960). Sin embargo, Tezuka decidió que se parecía más a una tortuga, y colaboraron para crear su diseño final.
La producción de Super Mario Bros. es un ejemplo temprano de especialización en la industria, posible y necesaria gracias al hardware arcade de la Famicom. Miyamoto diseñó el mundo y dirigió un equipo de siete programadores y artistas que convirtieron sus ideas en código, sprites, música y efectos de sonido. Programadores de anteriores juegos de éxito se unieron en febrero de 1985, importar muchas técnicas especiales de programación, características y refinamientos de diseño como éstos: «Las cuestas, ascensores, cintas transportadoras y escaleras de Donkey Kong; las cuerdas, troncos y muelles de Donkey Kong Jr.; y los ataques rivales, movimientos rivales, plataformas congeladas y bloques POW de Mario Bros».
El equipo basó el diseño del escenario en un Mario pequeño, con la intención de aumentar su tamaño más adelante en la versión final, pero decidieron que sería divertido dejar que Mario cambiara de tamaño mediante un potenciador. El diseño de los primeros se centró en enseñar a los jugadores que las setas eran distintas de los Goombas y que les resultarían beneficiosas, así que en el World 1-1, el primer hongo es difícil de esquivar si se suelta. Su uso para cambiar de tamaño se vio influido por los cuentos populares japoneses en los que la gente se adentra en los bosques y come setas mágicas; esto también dio lugar a que el mundo se llamara el «Reino Champiñón». Hizo que Mario empezara las fases como el protagonista pequeño para que obtener una seta fuera más gratificante. Miyamoto explicó: «Cuando hicimos el prototipo del Mario grande, no nos pareció lo bastante grande. Así que se nos ocurrió la idea de mostrar primero al pequeño, que podría hacerse más grande más adelante; así los usuarios podrían ver y sentir que era más grande». Desmintió los rumores de que los programadores hubieran implementado un Mario pequeño después de que un error hiciera que solo apareciera su mitad superior. Dijo que el truco de la patada en la concha de 1-up se probó cuidadosamente, pero «la gente resultó ser mucho mejor haciendo el truco durante mucho tiempo de lo que pensábamos». Otras características, como los bloques que contienen varias monedas, se inspiraron en fallos de programación.
Super Mario Bros. se desarrolló para un cartucho con 256 kilobits (32KiB) de código de programa y datos y 64 kilobits (8KiB) de sprites y gráficos de fondo. Debido a esta limitación de almacenamiento, los diseñadores consideraron que su agresiva búsqueda de oportunidades de ahorro de espacio se asemejaba a su propio y divertido concurso televisivo. Por ejemplo, las nubes y los arbustos de los fondos utilizan ese mismo sprite recoloreado, y los azulejos de fondo se generan mediante un algoritmo automático. También se reciclaron los efectos de sonido; el sonido cuando Mario sufre daños es el mismo que entra en una tubería, y Mario saltar sobre un contrincante es el mismo sonido que cada brazada al nadar. Tras completarlo, el equipo decidió que debían presentar a los jugadores un enemigo sencillo y fácil de derrotar, en lugar de empezar con Koopa Troopas. Llegados a este punto, el proyecto casi se había quedado sin memoria, así que los diseñadores crearon los Goombas hacer una sola imagen estática y volteándola de un lado a otro para ahorrar espacio y, al mismo tiempo, crear una animación convincente del personaje. Tras añadir la música, quedaban unos 20 bytes de espacio libre en el cartucho. Miyamoto utilizó este espacio restante para añadir un sprite de una corona, que aparecería en el contador de vidas como recompensa por obtener al menos diez.

### World 1-1
Durante la tercera generación de consolas, los tutoriales sobre la mecánica eran escasos. En su lugar, el diseño de los niveles enseñaba a los jugadores cómo funcionaba un videojuego. Por eso, la sección inicial de Super Mario Bros. se diseñó específicamente para que se vieran obligados a explorar la mecánica para poder avanzar. En lugar de enfrentar a los recién orientado con obstáculos, la primera fase establece la variedad de peligros mediante la repetición, la iteración y la escalada. En una entrevista concedida a Eurogamer, Miyamoto explicó que creó World 1-1 para que contuviera todo lo que un usuario necesita para «entender gradual y naturalmente lo que está haciendo», de modo que pudiera comprender rápidamente cómo funcionaba. Según Miyamoto, una vez que entienden la mecánica, pueden jugar con más libertad y se convierte en «su título».

### Música

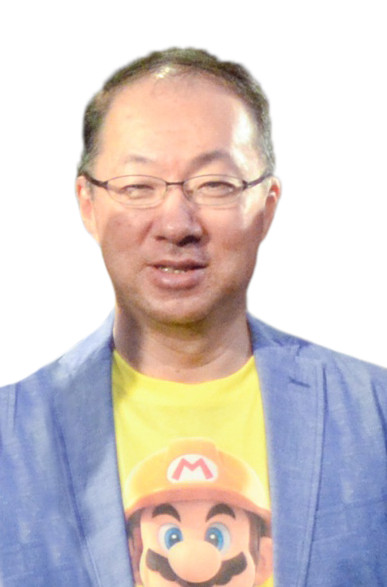
Kōji Kondō fue el responsable de crear toda la música y efectos de sonido del juego.

El diseñador de sonido de Nintendo Kōji Kondō creó la partitura de seis pistas y todos los efectos de sonido. En la época en que componía, la música estaba pensada sobre todo para llamar la atención, no necesariamente para mejorar o ajustarse. El trabajo de Kondo en Super Mario Bros. es uno de los principales impulsores de que la melodía se convirtiera en parte integrante y participativa de los videojuegos. Tenía dos objetivos específicos para este: «transmitir una imagen sonora inequívoca del mundo» y «mejorar la experiencia emocional y física del jugador».
Está coordinada con las animaciones en pantalla de los distintos sprites, una de las formas en que Kondo creó una sensación de mayor inmersión. No era el primero en hacer esto en un título; por ejemplo, Space Invaders cuenta con una sencilla canción que se acelera a medida que los alienígenas aceleran, provocar una sensación de estrés y fatalidad inminente que encaja con el creciente desafío. Sin embargo, Kondo intentó llevar la idea más allá, afirmar que la pregunta principal que determinaba su uso de uno era: «¿Encajan el juego y la música?». A diferencia de la mayoría de las entregas de la época, en los que se contrataba a los compositores más adelante para añadir armonía un videojuego casi terminado, Kondo formó parte del equipo de desarrollo casi desde el principio de la producción, trabajar codo con codo con el resto para crear la banda sonora. Las composiciones de Kondo se vieron influidas en gran medida por la mecánica, con la intención de que «realzara la sensación» de cómo se controla.
Antes de empezar la composición, se le presentó un prototipo para que pudiera hacerse una idea del entorno general de Mario y girar la música en torno a él. Kondo escribió la partitura con la ayuda de un pequeño piano para crear melodías adecuadas a los entornos. Cuando la producción estaba progresando, empezó a sentir que no encajaba del todo con el ritmo, así que la cambió un poco aumentar los tempo de las canciones. La música se ajustó aún más en función de las expectativas de los probadores de Nintendo.
En 2023, el tema de Super Mario Bros. fue elegido por la Biblioteca del Congreso de Estados Unidos como la primera grabación de un videojuego seleccionada para su inclusión en el Registro Nacional de Grabaciones.

## Lanzamiento
Super Mario Bros. salió a la venta por primera vez en Japón el viernes 13 de septiembre de 1985 para el Family Computer (Famicom). Se lanzó ese mismo año en Norteamérica para la Nintendo Entertainment System (NES). Su fecha exacta de estreno en Norteamérica es objeto de debate; aunque la mayoría de las fuentes informan de que salió a la venta en octubre de 1985 como juego de lanzamiento, cuando la NES tenía un debut limitado en ese país, varias fuentes sugieren que es entre noviembre de 1985 y principios de 1986.
La versión arcade para la consola Nintendo VS. System debutó en Londres en enero de 1986, y salió a la venta en otros países en febrero de 1986. Es la primera versión de Super Mario Bros. que recibe un amplio lanzamiento internacional, y muchos fuera de Japón lo conocieron a través de la versión arcade. La versión para NES se público en Norteamérica a finales de ese año, seguida por Europa el 15 de mayo de 1987.
En 1988, se reeditó junto con el título de campo de tiro con pistola de luz Duck Hunt como parte de un único cartucho ROM, que venía empaquetado con la NES como entrega incluida, como parte del paquete Action Set de la consola. Se fabricaron y vendieron millones de copias de esta versión en Estados Unidos. En 1990, salió a la venta en Norteamérica otro cartucho, con esos dos y World Class Track Meet, como parte del paquete NES Power Set. Se lanzó el 15 de mayo de 1987 en Europa y ese mismo año en Australia. En 1988, se reeditó en Europa en un cartucho que lo contenía más Tetris y Nintendo World Cup.

### Portsy reediciones
Super Mario Bros. ha sido portado y reeditado varias veces. El 21 de febrero de 1986 se lanzó una conversión a Famicom Disk System, la unidad de disquete propiedad de Nintendo.

#### Vs. Super Mario Bros.

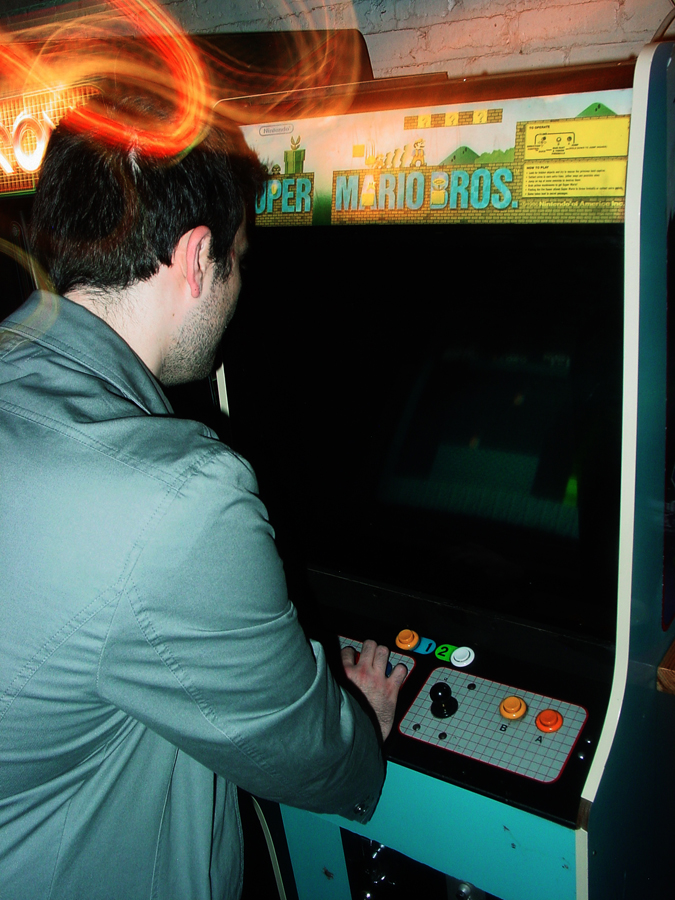
Un hombre jugando Vs. Super Mario Bros.

VS. Super Mario Bros. es una adaptación arcade de 1986 de Super Mario Bros. (1985), lanzada en la consola Nintendo VS. System y Nintendo VS. Unisystem —y su variante, Nintendo VS. Dualsystem—. Los niveles existentes se hicieron mucho más difíciles, con plataformas más estrechas, enemigos más peligrosos, menos potenciadores ocultos y doscientos monedas necesarias para una vida extra en lugar de cien. Varios de los nuevos niveles se incluyeron en la secuela japonesa, Super Mario Bros. 2.
No se lanzó oficialmente en Japón. En enero de 1986 aparecieron en los salones recreativos japoneses versiones ilegales hechas con una consola Famicom colocada dentro de un mueble arcade. Nintendo amenazó con emprender acciones legales —como una multa o la amenaza de una pena máxima de hasta tres años de cárcel— contra los operadores de salones recreativos japoneses que tuvieran esas versiones. Aún pudieron acceder a versiones ilegales para máquinas de monedas hasta 1987.
Fuera de Japón, Vs. Super Mario Bros. salió oficialmente a la venta para máquinas recreativas en los mercados extranjeros a principios de 1986, convirtiéndose en la primera versión en conseguir un amplio lanzamiento internacional. Debutó en la feria Amusement Trades Exhibition International (ATEI) de Londres, celebrada en enero de 1986; esta ha sido la primera aparición de Super Mario Bros. en Europa. Recibió entonces un amplio lanzamiento internacional para los mercados de ultramar fuera de Japón el 7 de marzo de 1986, inicialmente en forma de kit de conversión de software ROM. En Norteamérica, se presentó en un concurso oficial durante la convención ACME de Chicago, celebrada en marzo de 1986, convirtiéndose en una atracción popular de la feria. Pronto atrajo a fieles seguidores en los salones recreativos norteamericanos, y apareció como el octavo videojuego arcade más taquillero en las listas de arcade de US Play Meter en mayo de 1986. Llegó a vender 20 000 unidades en pocos meses, convirtiéndose más vendido de la consola Nintendo VS., y cada unidad gana una media de más de 200 dólares a la semana. Se convirtió en el decimotercer arcade más taquillero de 1986 en Estados Unidos, según la lista anual de títulos RePlay, encabezada por Hang-On de Sega. En Europa, se convirtió en un arcade muy popular en 1986. Esta versión dio a conocer Super Mario Bros. a muchos jugadores que no poseían una Nintendo Entertainment System.
Se relanzó en emulación para Nintendo Switch por Hamster Corporation a través de su colección Arcade Archives el 22 de diciembre de 2017. Jugar a ese estreno, Chris Kohler de Kotaku calificó la intensa dificultad como «El truco más malo que Nintendo ha jugado nunca».

#### Super Mario Bros. Specialy Game and Watch
Un remake titulado Super Mario Bros. Special, desarrollado por Hudson Soft, salió a la venta en Japón en 1986 para los ordenadores personales NEC PC-8801 y Sharp X1. Aunque con controles y gráficos similares, carece de desplazamiento de pantalla debido a limitaciones de hardware, tiene diferentes diseños de niveles y nuevos objetos, y nuevos enemigos basados en Mario Bros. y Donkey Kong. Se lanzó un juego portátil LCD con el mismo nombre como parte de la misma línea de Game & Watch de Nintendo.

### Versiones modificadas
El 11 de noviembre de 2010, se puso a la venta en Japón y Australia una variante roja especial de la Wii que contenía una versión predescargada del juego para celebrar su 25 aniversario. Varios cambios gráficos incluyen bloques «?» con el número «25» en ellos.

#### All Night Nippon Super Mario Bros.
All Night Nippon Super Mario Bros., una versión promocional y gráficamente modificada de Super Mario Bros., se lanzó oficialmente en Japón en diciembre de 1986 para el Famicom Disk System como artículo promocional regalado por el popular programa de radio japonés All Night Nippon. Fue publicado por Fuji TV, que más tarde estrenó Yume Kōjō: Doki Doki Panic. Presenta gráficos basados en el programa, con sprites de los enemigos, retenedores de hongos y otros personajes cambiados para parecerse a famosos ídolos musicales japoneses, artistas de grabación, DJs y otras personas relacionadas con All-Night Nippon. Utiliza los mismos visuales ligeramente mejorados y una física alternativa que la versión japonesa de Super Mario Bros. 2. El mercado moderno de coleccionistas la considera extremadamente rara, y se vende por casi 500 dólares, a partir de 2010 —equivalentes a 699 dólares en 2023—.

#### NES Remix
Speed Mario Bros. es una reedición del original original con el título cambiado y la velocidad duplicada. Se lanzó en Ultimate NES Remix para Nintendo 3DS. Super Luigi Bros. es una reedición, incluida en NES Remix 2, basada en una misión de NES Remix. Está protagonizado únicamente por Luigi en una versión reflejada del Mundo 1-2, que se desplaza de izquierda a derecha, con un salto más alto y un tobogán similar al del Super Mario Bros. 2 japonés.

#### Super Mario Bros. 35
Super Mario Bros. 35 era una versión Battle Royale para 35 jugadores estrenada en 2020 que estuvo disponible para jugar durante un tiempo limitado para los suscriptores de Nintendo Switch Online.

### Remakes

#### Super Mario All-Stars
Super Mario All-Stars, un recopilatorio publicado en 1993 para la Super Nintendo, incluye una versión renovada de Super Mario Bros. junto con otros juegos de Super Mario publicados para la NES. Ha mejorado los gráficos y el sonido para adaptarlos a las capacidades de 16 bits de la SNES, y ha introducido pequeños cambios en algunas de las mecánicas de colisión. El usuario puede guardar su progreso, y el modo multijugador intercambia jugadores después de cada nivel, además de cada vez que un jugador muere. Super Mario All-Stars también se reeditó para Wii en una adaptación reempaquetada con motivo del 25 aniversario, que incluía la misma, un libro de arte de treinta y dos páginas y un CD recopilatorio de música de varias entregas de Super Mario.

#### Super Mario Bros. Deluxe
Super Mario Bros. Deluxe, salió a la venta para Game Boy Color el 10 de mayo de 1999 en Norteamérica y Europa, y en 2000 en Japón en exclusiva para el servicio Nintendo Power. Basado en el original, cuenta con un mapa de niveles del mundo, multijugador simultáneo, un modo desafío en el que el jugador encuentra objetos ocultos y alcanza una determinada puntuación además de completar normalmente la fase, y ocho adicionales basados en los principales del juego japonés de 1986 Super Mario Bros. 2. En comparación con Super Mario Bros., presenta algunas mejoras visuales menores, como que el agua y la lava ahora son animadas en lugar de estáticas, y una pantalla más pequeña debido a la menor resolución de la Game Boy Color.

### Emulación
Siendo uno de los más populares de Nintendo, Super Mario Bros. ha sido reeditado y rehecho en numerosas ocasiones, con cada una de las principales consolas de Nintendo hasta la Nintendo Switch 2, luciendo su propio port o remake con la excepción de las consolas Virtual Boy, Nintendo 64 y Nintendo DS. A principios de 2003, se porto a Game Boy Advance como parte de la colección Famicom Minis en Japón y como parte de la serie NES en Estados Unidos. Esta versión es emulada, idéntica al original. Según el NPD Group —que hace un seguimiento de las ventas de juegos en Norteamérica—, se convirtió en el más vendido de la consola entre junio y diciembre de 2004.
Es uno de los 19 títulos de NES desbloqueables incluidos en el Animal Crossing de Nintendo GameCube, para el que ha sido distribuido por Famitsu como premio para los poseedores de Dobutsu no Mori+; fuera de esto, no puede desbloquearse por medios convencionales dentro del mismo, y la única forma de acceder a él es mediante el uso de un dispositivo de trucos de terceros, como un GameShark o Action Replay. Super Mario Bros. es una de las treinta entregas incluidas en la NES Classic Edition, una videoconsola dedicada. Permite el uso de puntos suspensivos para guardar el progreso, y puede jugarse en varios estilos de visualización diferentes, incluida su resolución original 4:3, una resolución «pixel-perfect» y un estilo que emula el aspecto de un televisor de tubo de rayos catódicos.

### Consola virtual

#### Wii
Super Mario Bros. ha sido reeditado para varias consolas de Nintendo como parte de su línea de Consola Virtual de videojuegos clásicos. Salió por primera vez para Wii el 2 de diciembre de 2006 en Japón, el 25 de diciembre de 2006 en Norteamérica y el 5 de enero de 2007 en las regiones PAL. Se trata de una emulación completa del original, lo que significa que no se ha modificado nada con respecto a la de NES. Esta versión es también uno de los «títulos de prueba» disponibles en la sección «Obras maestras» de Super Smash Bros. Brawl, donde se puede probar durante un tiempo limitado.

#### Nintendo 3DS
En septiembre de 2011 se distribuyó en exclusiva una adaptación para Nintendo 3DS a los miembros del Programa de Embajadores. Más tarde se produjo un lanzamiento general en Japón el 5 de enero de 2012, en Norteamérica el 16 de febrero de 2012 y en Europa el 1 de marzo de 2012. La versión de Super Mario Bros. Deluxe también se pudo disponible para la consola virtual, fue lanzado en Japón el 27 de enero de 2014, en Europa el 27 de febrero de 2014 y en Norteamérica el 25 de diciembre de 2014.

#### Wii U
Se publicó para la consola virtual de Wii U en Japón el 5 de junio de 2013, seguido por Europa el 12 de septiembre de 2013 y Norteamérica el 19 de septiembre de 2013.En el videojuego Super Smash Bros. para Wii U también fue incluido en la sección «Clásicos» donde se puede jugar por tiempo limitado. En abril de 2015, seguido del lanzamiento de las figuras amiibo, se lanzó para Wii U Amiibo Tap: Nintendo's Greatest Bits, en donde dependiendo de las figuras amiibo que el jugador usara, podría probar una demo de juegos clásicos, uno de ellos siendo Super Mario Bros.

#### Nintendo Switch Online
Super Mario Bros. fue incluido junto con el lanzamiento de Nintendo Switch Online el 19 de septiembre de 2018 mundialmente.La versión de Super Mario All-Stars también tuvo su relanzamiento en el servicio de Nintendo Switch Online el 3 de septiembre de 2020.

## Recepción
Super Mario Bros. tuvo un éxito inmenso, tanto comercial como de crítica. Contribuyó a popularizar el género de los juegos de plataformas de desplazamiento lateral, y se convirtió en el vendeconsolas de NES. Tras su lanzamiento en Japón, se vendieron 1,2 millones de copias durante el mes de septiembre de 1985. En cuatro meses se vendieron unos tres millones de ejemplares en Japón, recaudar más de 12.200 millones de yenes, equivalentes a 72 millones de dólares de la época. —cifra que, ajustada a la inflación, ascenderá a 204 millones de dólares en 2023—. El éxito de Super Mario Bros. contribuyó a aumentar las ventas de Famicom hasta los 6,2 millones de unidades en enero de 1986. En 1987 se habían vendido cinco millones de copias para la consola. Fuera de Japón, muchos lo conocieron a través de la versión arcade, que se convirtió en el estreno más vendido de la consola Nintendo Vs. con 20 000 unidades arcade vendidas en pocos meses a principios de 1986. En Estados Unidos se vendieron más de un millón de copias de la versión para NES en 1986, más de cuatro millones en 1988, 9,1 millones a mediados de 1989, más de 18,7 millones a principios de 1990, casi 19 millones en abril de 1990, y más de 20 millones en 1991. En 1994 se habían vendido en todo el mundo más de cuarenta millones de copias de la versión original para NES, y 40,23 millones en abril de 2000, por lo que se le concedió el récord Guinness al videojuego más vendido de todos los tiempos.
En total, excluyendo ports y reediciones, se han vendido 40,24 millones de copias de la versión original de NES en todo el mundo, con 29 millones de ejemplares vendidos en Norteamérica. Incluyendo ports y reediciones, se habían vendido más de 58 millones de unidades en todo el mundo. Ha sido el más vendido de todos los tiempos durante más de veinte años, hasta que fueron superadas por Wii Sports (2006). El lanzamiento en la consola virtual de Wii también era un éxito, alcanzando el número uno a mediados de 2007, y a unas 660 000 unidades por 3,2 millones de dólares fuera de Japón y Corea en 2009. En agosto de 2021, un comprador anónimo pagó dos millones de dólares por una copia nunca abierta de Super Mario Bros., según la web de coleccionables Rally, supera el récord de 1,56 millones de dólares establecido por Super Mario 64 el mes anterior.

#### Reseñas contemporáneas
Clare Edgeley de Computer and Video Games valoró positivamente la versión arcade en su debut en ATEI 1986. En su opinión, los gráficos eran sencillos en comparación con otros juegos —como el Space Harrier de Sega en la misma feria ATEI—, pero le sorprendió la profundidad, incluida su longitud, el número de secretos ocultos y el alto grado de destreza que requería. Predijo que el juego sería un gran éxito. En otoño de 1986, el boletín Top Score reseñó Vs. Super Mario Bros. para máquinas recreativas, calificándolo de «sin duda uno de los mejores títulos» del año y afirmar que combinaba «una variedad de conceptos probados» con «una serie de nuevos giros» en la mecánica. El arcade recibió el premio al «Mejor videojuego de 1986» en los Players Choice Awards de la Amusement Players Association, celebrados durante su primera competición nacional en EE. UU. en enero de 1987, donde era muy popular entre los jugadores.
En su reseña de la versión para NES, la sección «Video Game Update» de la revista Computer Entertainer de junio de 1986 elogiaba los gráficos «simpáticos y cómicos», la música alegre y, sobre todo, la profundidad, con una gran cantidad de sorpresas y descubrimientos ocultos. Decía que merecía «un lugar en el salón de la fama reservado a las entregas de acción realmente adictivos» y que era un «imprescindible» para la consola. En septiembre de ese mismo año, el periodista especializado Rawson Stovall declaraba en su columna sindicada: «Los elementos [del universo y la trama]... [ayudan] a desarrollar [un] estilo especial que hace que [jugarlo] sea imprescindible». Top Score también comentó esa versión a principios de 1987, señalar que es en su mayor parte igual que la arcade y afirmar que era «un juego casi perfecto» con una mecánica sencilla, «cientos de incentivos» y sorpresas ocultas, un entorno «siempre cambiante», gráficos coloridos y una música «hábilmente mezclada».
The Games Machine revisó la adaptación para NES en su lanzamiento europeo en 1987, calificándola de «título estupendo y rejugable» con elogios para la mecánica, que señala que es sencilla de entender sin necesidad de leer el manual y que tiene rutas alternativas para los problemas que en ocasiones pueden resultar frustrantes pero gratificantes, al tiempo que elogia los «espléndidos» visuales y el sonido. En 1989, ACE lo definió como el «rey indiscutible de las aventuras arcade de plataformas de estilo cursi» y que «está repleto de niveles secretos, teletransportes y sorpresas ocultas que hacen que nunca te canses de jugarlo». Lo catalogaron como el mejor de NES disponible en Europa. Computer and Video Games dijo que esta «aventura de plataformas/arcade» es uno de «los videojuegos clásicos de todos los tiempos» con «multitud de bonificaciones ocultas, urdimbres secretas y pantallas misteriosas». Los gráficos y el sonido son «buenos, aunque no sobresalientes, pero es su adictiva mecánica lo que lo convierte en uno de los mejores que el dinero puede comprar».

#### Recepción retrospectiva
El análisis crítico retrospectivo ha sido extremadamente positivo, y muchos lo han considerado uno de los mejores videojuegos de todos los tiempos. Nintendo Power lo nombró el cuarto mejor de NES, describiéndolo como el comienzo de la era moderna de los videojuegos y «la obra maestra de Shigeru Miyamoto». Electronic Gaming Monthly lo situó en el primer puesto de su lista de los «200 mejores títulos de su tiempo». Official Nintendo Magazine también le otorgó el primer puesto en una lista de 2009 de los mejores de Nintendo de todos los tiempos. IGN lo incluyó en sus listas de los 100 mejores entregas de 2005 y 2007. En 1997, Electronic Gaming Monthly nombró a la versión All-Stars de Super Mario Bros. el 37.º mejor de todos los tiempos. En 2009, Game Informer lo nombró el segundo mejor de todos los tiempos, por detrás de The Legend of Zelda, afirmar que «sigue siendo un monumento al diseño brillante y la mecánica divertida». El personal de Game Informer también lo clasificó como el segundo mejor en su lista de los 100 mejores juegos de 2001. En 2012, G4 clasificó Super Mario Bros. como el mejor de todos los tiempos, citar su revolucionaria mecánica y su papel en la recuperación de la industria norteamericana tras el crack de 1983. En 2014, IGN lo nombró el mejor de Nintendo, afirmar que era «el título de Nintendo más importante jamás creado».: 9  En 2005, IGN lo nombró el mejor de todos los tiempos. En 2015, el Strong National Museum of Play lo incluyó en su Salón Mundial de la Fama de los Videojuegos. En 2017, Polygon lo clasificó como la octava mejor entrega de Super Mario, atribuyéndole el mérito de iniciar «el hábito de esta franquicia de ser una excepción a tantas reglas». En 2018, Business Insider lo nombró el segundo mejor de la serie.
Varios analistas lo han elogiado por la precisión de sus controles, que permiten al usuario controlar la altura y la distancia a la que Mario o Luigi saltan, y la velocidad a la que corren. AllGame le concedió una calificación de cinco estrellas, afirmar que «[L]a sensación de emoción, asombro y —sobre todo— disfrute que se siente al jugar por primera vez a esta obra maestra del videojuego apenas puede expresarse con palabras. Y aunque sus secuelas lo han superado con creces en cuanto a duración, gráficos, sonido y otros aspectos, Super Mario Bros., como cualquier clásico —ya sea de naturaleza cinematográfica o musical—, ha resistido la prueba del tiempo y sigue siendo divertido y ejecutable» y que cualquier usuario «necesita probar a este título al menos una vez, si no es simplemente por una lección de historia». En su análisis de la versión para la consola virtual, IGN lo calificó de «imprescindible en la colección de la consola virtual de cualquier jugador». Darren Calvert de Nintendo Life alificó los efectos visuales como «inevitablemente anticuados» en comparación con las de entregas más recientes, pero opinó que eran impresionantes para la época en que se lanzó.

### Versiones de Game Boy
La versión para Game Boy Advance de Super Mario Bros. tiene una puntuación total de 84 en Metacritic. Muchos críticos compararon la adaptación con otras anteriores, como Super Mario Deluxe y Super Mario All-Stars, y destacaron su aparente falta de contenido nuevo que lo diferenciara de la versión original. Jeremy Parish de 1UP.com lo definió como «el más divertido que jamás hayas probado mientras te robaban a ciegas», otorgándole una calificación del 80 % y elogia su pantalla de mayor tamaño en comparación con la de Deluxe, aunque reprochar duramente su falta de nuevas características. Craig Harris de IGN lo calificó de «imprescindible», pero también comentó: «No esperes mucho más que el original de NES reempaquetado en un pequeño cartucho de GBA». GameSpot otorgó al port una puntuación de 6,8 sobre 10, elogia en general la mecánica, pero opinar que las diferencias gráficas y técnicas con respecto a la original «impiden que esta reedición sea tan estupenda como el juego principal».
Craig Harris de IGN, otorgó a Super Mario Bros. Deluxe una calificación perfecta, alabándolo como una conversión perfecta del de NES. Esperaba que sirviera de ejemplo para otros de la consola a la hora de adaptarlos a Game Boy Color. GameSpot le otorgó una puntuación de 9,9, catalogándolo de  «vendeconsolas» para la Game Boy Color y alabó los controles y el aspecto visual —también ha sido el mejor valorado de la serie, superado posteriormente por Super Mario Galaxy 2, que obtuvo un diez perfecto—. Ambos le otorgaron el premio Editors' Choice. Colin Williamson de Allgame alabó la portabilidad y los extras, y señaló que el único defecto es que a veces la cámara acompaña a Mario cuando salta. En 2009, Jon Lindemann de Nintendo World Report, lo calificó de «Juego del Año para la portátil NWR (probablemente) de 1999», por la innegable calidad de su adaptación y de su oferta. Nintendo Life le ha dado una nota perfecta, destacar que conserva las cualidades del original y los extras. Robb Guido del St. Petersburg Times comentó que, en esta forma, Super Mario Bros. «nunca tuvo mejor aspecto». Nick S. de Lakeland Ledger se mostró de acuerdo y elogió los efectos visuales y los controles. En 2004, se lanzó una adaptación para Game Boy Advance —parte de la serie Classic NES—, que no tenía ninguno de los extras o desbloqueables disponibles en Super Mario Bros. Deluxe. De esa versión, IGN señaló que no «ofrecía ni de lejos tanto como lo que ya se daba en la Game Boy Color» y le dio un 8,0 sobre 10. Super Mario Bros. Deluxe ocupó el tercer puesto en las listas de títulos de mano más vendidos en EE. UU. entre el 6 y el 12 de junio de 1999 con más de 2,8 millones de ejemplares. Se incluyó en los vuelos de Singapore Airlines en 2006. Lindemann señaló como un estreno portátil notable en 1999.

## Legado

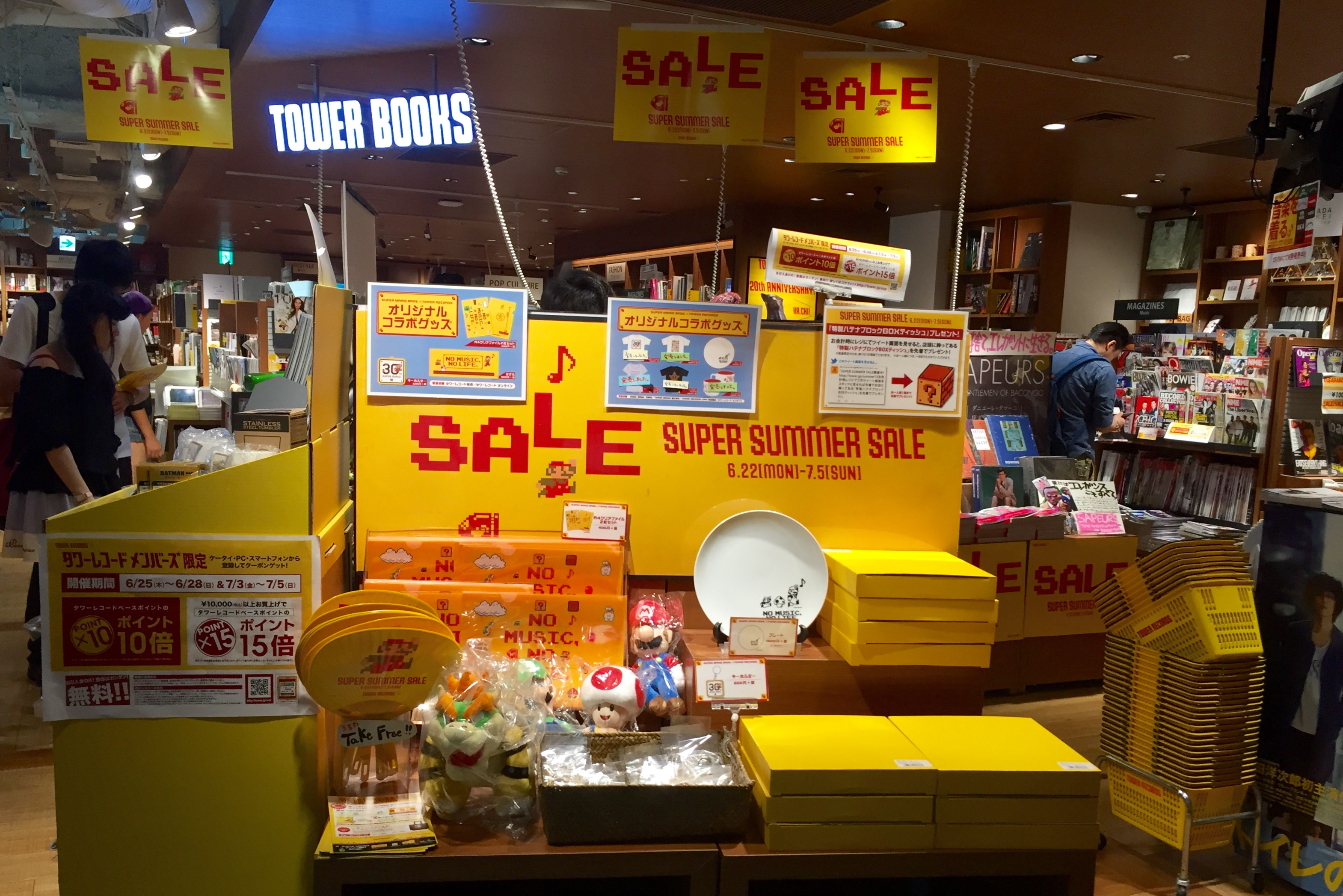
En celebración del 30 aniversario de la serie, el barrio Shibuya personalizó una cafetería con temática de Super Mario en la Tower Records Japan.

El éxito de Super Mario Bros. llevó al desarrollo de muchos sucesores en la serie de videojuegos Super Mario, que a su vez forman el núcleo de la gran franquicia Mario. Dos de estas secuelas, Super Mario Bros. 2 y Super Mario Bros. 3, fueron directas y se lanzaron para la NES, experimentando niveles similares de éxito comercial. Otra secuela, también titulada Super Mario Bros. 2, salió a la venta para el Famicom Disk System en 1986 exclusivamente en Japón, y más tarde se publicó en otros países con el nombre de Super Mario Bros.: The Lost Levels. Los conceptos y elementos establecidos prevalecen en casi todos los título de Super Mario.  La serie cuenta con más de quince entregas; al menos uno de ha salido en casi todas las consolas de Nintendo hasta la fecha. Super Mario 64 está considerado uno de los mejores juegos de la historia y se le atribuye en gran medida el mérito de revolucionar el género de plataformas y su paso de las 2D a las 3D. La serie es una de las más vendidas, con más de 310 millones de unidades vendidas en todo el mundo en septiembre de 2015. En 2010, Nintendo lanzó variantes rojas especiales de las consolas Wii y Nintendo DSi XL en paquetes de edición limitada reempaquetados con la temática de Mario, como parte del 25 aniversario del estreno original. Para celebrar el 30 aniversario de la serie, Nintendo publicó Super Mario Maker, un juego para la Wii U que permite a los usuarios crear escenarios de plataformas personalizados utilizar activos de las entregas de Super Mario y al estilo de Super Mario Bros. junto con otros estilos basados en diferentes de la serie.
Su éxito ayudó a convertir a Mario en un ícono cultural mundial; en 1990, un estudio realizado en Norteamérica sugería que había más niños en Estados Unidos familiarizados con el personaje que con Mickey Mouse, otra popular figura de los medios de comunicación. La banda sonora compuesta por Koji Kondo, y en particular el tema «supermundo», también se ha convertido en un aspecto predominante de la cultura popular, ya que este último tema aparece en casi todos de Super Mario. Junto con la plataforma NES, a Super Mario Bros. se le suele atribuir el mérito de haber resucitado la industria de los videojuegos tras la caída del mercado en 1983. En el caso Brown v. Entertainment Merchants Association de la Corte Suprema de los Estados Unidos, la Electronic Frontier Foundation presentó un amicus curiae que apoyaba la anulación de una ley que habría prohibido los videojuegos violentos en el estado de California. El escrito citaba investigaciones sociales que declaraban que varios, entre ellos Super Mario Bros, contenían una violencia de dibujos animados similar a la de programas infantiles como El Super Ratón y El Coyote y el Correcaminos, que apenas suscitaban reacciones negativas por parte del público.
Debido a su estatus dentro de la industria y a ser uno de los primeros de Nintendo, las copias en perfecto estado se han considerado objetos de coleccionista. En 2019, la subasta de una versión en caja sellada casi nueva se vendió por algo más de 100 000 dólares, lo que se considera que ha despertado un mayor interés en el ámbito del coleccionismo. Un año más tarde, en julio de 2020, una copia similar en caja sellada casi nueva, de la época en que Nintendo estaba pasando de los sellos adhesivos al plástico retráctil, se vendió por 114 000 dólares, en aquel momento el precio más alto jamás alcanzado por un solo título. El desarrollador Yuji Naka ha citado a Super Mario Bros. como una gran inspiración para el concepto del inmensamente exitoso juego de Sega Genesis de 1991, Sonic the Hedgehog; según Naka, se concibió cuando estaba corriendo a toda velocidad el World 1-1 y pensó en uno de plataformas basado en moverse lo más rápido posible.
Inspiró varios fangame. En 2009, el programador SwingSwing lanzó Tuper Tario Tros, un juego que combina elementos de Super Mario Bros. con Tetris. Super Mario Bros. Crossover, un fangame para PC producido por Jay Pavlina y estrenado en 2010 como gratuito para navegador, es una recreación completa que permite al jugador controlar alternativamente a varios otros personajes de entregas de Nintendo, como Mega Man, Link de The Legend of Zelda, Samus Aran de Metroid y Simon Belmont de Castlevania. Mari0 lanzado en diciembre de 2012, combina elementos del título con los de Portal (2007) al dotar a Mario de una pistola creadora de portales con la que teletransportarse por el escenario, y Full Screen Mario (2013) añade un editor de niveles. En 2015, el diseñador Josh Millard publicó Ennuigi, un fangame metaficcional con comentarios sobre el original que se relacionan con la incapacidad de Luigi para llegar a un acuerdo con la falta general de narrativa. Super Mario Bros. es sustancial en los deportes electrónicos de speedrunning, con cobertura más allá de los videojuegos y una versión específica para Guinness World Records. En 2021, el speedrunner Niftski marcó un hito histórico con la primera carrera por debajo de los cuatro minutos y cincuenta y cinco segundos. En septiembre de 2023, Niftski sigue ostentando el récord mundial con un tiempo de 4:54.631, que se acerca al tiempo teórico de speedrun asistido por herramientas (TAS) de 4:54.032.

### Minus World
El Minus World (o Negative World o World Negative One) es un nivel glitch insuperable presente en la versión original de NES. El World 1-2 contiene una warp zone oculta, con tuberías que transportan al jugador a los mundos 2, 3 y 4, a los que se accede pasando por encima de un muro cercano a la salida. Si es capaz de aprovechar un error que permite a Mario atravesar ladrillos, puede entrar en la zona de urdimbre atravesar el muro y la tubería que lleva a los 2-1 y 4-1 puede transportar a una fase submarina llamada «World -1». El mapa es idéntico al de los 2-2 y 7-2, y al entrar en la tubería warp del final, es llevado de vuelta al principio del nivel, quedar así atrapado hasta que haya perdido todas las vidas. Aunque el nombre se muestra como «-1» con un espacio delante en la HUD, en realidad es el Mundo 36-1, con la casilla 36 mostrada como un espacio en blanco.
El error Minus World de la versión japonesa Famicom Disk System se comporta de forma diferente y crea múltiples fases que se pueden completar. «World -1» es una versión submarina de 1-3 con una paleta de colores del área submarino y música de submarino, y contiene sprites de la Princesa Toadstool, Bowser y Hammer Bros. World -2 es una copia idéntica de 7-3, y el -3 es una copia de 4-4 con una paleta de colores de subterráneo y música del mismo, y no entra en bucle si el usuario toma el camino equivocado, al contrario que el Mundo 4-4 original. Tras completarlo, aparece el mensaje habitual Toad, pero el propio está ausente. Tras completar estos, vuelve a la pantalla de título como si se hubiera completado, y ahora se puede volver a jugar como en un modo más difícil, ya que es superior al mundo 8. Hay cientos de fases de glitch más allá del Minus World —hay 256 mundos, incluidos los ocho jugables—, a los que se puede acceder de multitud de formas, como códigos de trucos o pirateo de ROM.

### En otros medios
La serie ha inspirado diversos productos mediáticos. En octubre de 1985, Tokuma Shoten publicó el libro Super Mario Bros: The Complete Strategy Guide. Su contenido es en parte reciclado de Family Computer Magazine, además de nuevo escrito por Naoto Yamamoto, que no recibió derechos de autor. Es el libro más vendido en Japón en 1985, con 630 000 ejemplares. También es el más vendido en Japón en 1986, con 860 000 ejemplares en enero de 1986, y un total de 1,3 millones. Más tarde, Nintendo of America lo tradujo al inglés como How to win at Super Mario Bros.  lo publicó en Norteamérica a través de Nintendo Fun Club y los primeros números de la revista Nintendo Power.
La película de anime de 1986 Super Mario Bros.: Peach-Hime Kyushutsu Dai Sakusen! es reconocida como uno de los primeros largometrajes basados directamente en un videojuego, y uno de los primeros isekai. La serie de televisión animada estadounidense The Super Mario Bros. Super Show! se emitió de 1989 a 1990, protagonizada por el luchador profesional Lou Albano como Mario y Danny Wells como Luigi. El filme de acción real de Super Mario Bros. se estrenó en 1993, protagonizada por Bob Hoskins como Mario y John Leguizamo como Luigi. El 5 de abril de 2023 debutó Super Mario Bros.: la película, un largometraje de animación basado en la serie, distribuída por Universal Pictures y desarrollada por Illumination Entertainment.
Super Mario Bros. ha sido adaptado a un pinball por Gottlieb, que salió a la venta en 1992. Se convirtió en una de las diez más vendidas de Estados Unidos en 1992 y recibió el premio Gold Award de la Asociación Americana de Máquinas de Atracciones (AAMA).